# Općinska nogometna liga Orašje 1981./82.
"Općinska nogometna liga Orašje" (Liga ONS Orašje; Oraška općinska nogometna liga) je bila liga sedmog stupnja nogometnog prvenstva Jugoslavije u sezoni 1981./82. 
 
Sudjlovalo je ukupno 5 klubova, a prvak je bio klub "1. Maj" iz Boka.

## Ljestvica
| mj. | klub                        | ut. | pob. | ner. | por. | gol+ | gol- | bod |
| --- | --------------------------- | --- | ---- | ---- | ---- | ---- | ---- | --- |
| 1.  | 1. Maj Bok                  | 7   | 4    | 2    | 1    | 26   | 12   | 10  |
| 2.  | Jedinstvo Bukova Greda      | 7   | 4    | 1    | 2    | 20   | 6    | 9   |
| 3.  | Jedinstvo Kopanice          | 7   | 3    | 3    | 1    | 10   | 7    | 9   |
| 4.  | Crvena zvijezda Donji Žabar | 7   | 1    | 2    | 4    | 9    | 17   | 4   |
| 5.  | Bosanac Jenjić              | 4   | 0    | 0    | 4    | 9    | 31   | 0   |

- "Bosanac" – Jenjić odustao nakon jesenskog dijela
- Bukova Greda – tada dio naselja Bok
- Jenjić – tada dio naselja Vidovice

## Rezultatska križaljka
| kratica | klub                        | 1.MAJ | CRVZ | JEDBG | JEDK | BOS |
| --- | --------------------------- | ----- | ---- | ----- | ---- | --- |
| 1.MAJ | 1. Maj Bok                  |       |      |       |      |     |
| CRVZ | Crvena zvijezda Donji Žabar |       |      |       |      |     |
| JEDBG | Jedinstvo Bukova Greda      |       |      |       |      |     |
| JEDK | Jedinstvo Kopanice          |       |      |       |      |     |
| BOS | Bosanac Jenjić              |       |      |       |      |     |
| |                             |       |      |       |      |     |
| podebljan rezultat - utakmice od 1. do 5. kola (1. utakmica između klubova) rezultat normalne debljine - utakmice od 6. do 10. kola (2. utakmica između klubova) rezultat nakošen - nije vidljiv redoslijed odigravanja međusobnih utakmica iz dostupnih izvora rezultat nakošen i smanjen * - iz dostupnih izvora nije uočljiv domaćin susreta prekrižen rezultat - poništena ili brisana utakmica p - utakmica prekinuta 3:0 p.f. / 0:3 p.f. - rezultat 3:0 bez borbe n.i. - nije igrano |                             |       |      |       |      |     |

 Izvori: 